# Силова стала
Силова стала (рос. силовая постоянная, англ. force constant) — коефіцієнт у виразі, що описує зміну внутрімолекулярного потенціалу як функцію визначеного набору координат. Для кожного силового поля існує один чи більше наборів параметрів, що визначають силові сталі та рівноважну геометрію.
Величини силових сталих визначають деформацію молекули від точки рівноважної конфігурації.